# Firehawk (Achterbahn)
Firehawk in Kings Island (Mason, Ohio, USA) war eine Flying-Stahlachterbahn vom Modell Flying Dutchman des Herstellers Vekoma, die ursprünglich am 26. Mai 2001 als X-Flight in Six Flags Worlds of Adventure (ab 2004 Geauga Lake) eröffnet wurde. 2006 wurde die Bahn geschlossen und nach Kings Island transportiert, wo sie am 26. Mai 2007 wiedereröffnet wurde. Hier fuhr sie, bis sie am 28. Oktober 2018 geschlossen wurde.

## Geschichte

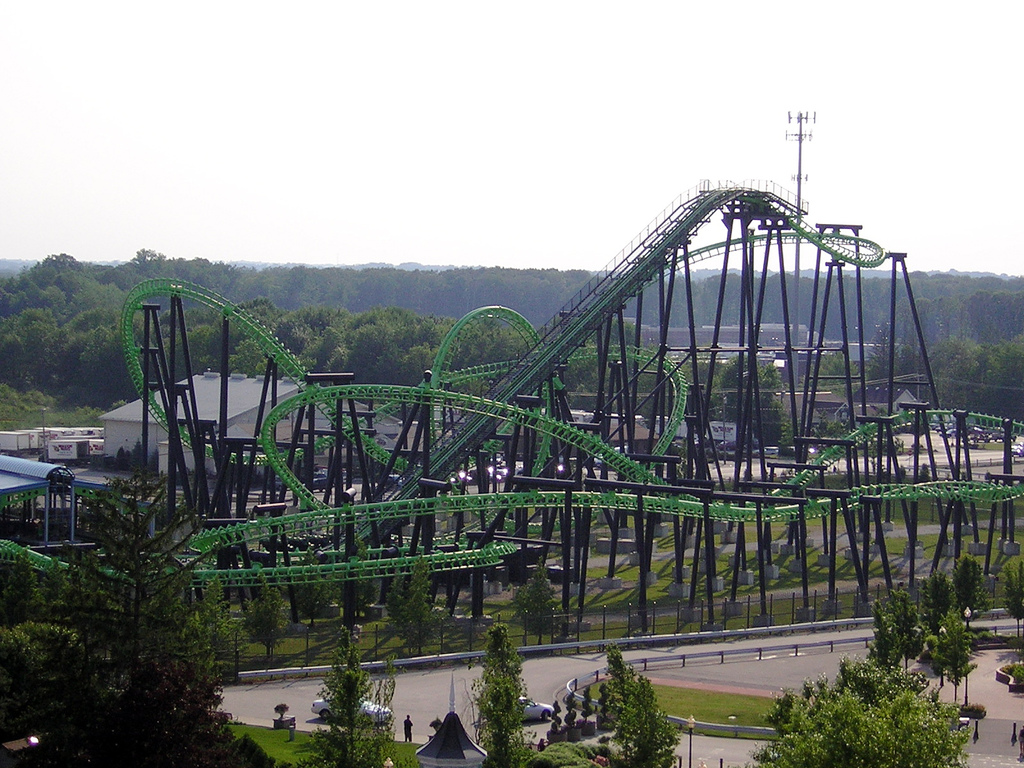
X-Flight in Geauga Lake

X-Flight war die erste Achterbahn des Typs Flying Dutchman mit einer Länge von 1018 m. Wenige Wochen nach X-Flights Eröffnung wurde in Six Flags America (Maryland) mit Batwing eine baugleiche Anlage eröffnet. Auf Grund der geringen Besucherzahl von Geauga Lake baute der Parkbesitzer Cedar Fair die Bahn Ende 2006 ab und transportierte sie nach Kings Island. Im Februar 2007 gab Kings Island bekannt, dass sie die Bahn erhalten werden und dass sie am Volkstrauertagwochenende eröffnen werde. Die neongrünen Schienen und die dunkelgrauen Stützen von X-Flight wurden entsprechend umlackiert in rot und silbergrau. Firehawk wurde offiziell wie geplant am 26. Mai 2007 eröffnet, zum Zeitpunkt des Volkstrauertagwochenende. Die zweite Schiene wurde jedoch nicht vor dem darauffolgenden Wochenende am 9. Juni 2007 eröffnet. Ursprünglich sollten sich die Sitze auf dem Lifthill zurücklegen anstelle in der Station und sollten sich wieder aufrichten, bevor die Station wieder erreicht wird.

## Züge
Firehawk besaß zwei Züge mit jeweils sechs Wagen. In jedem Wagen konnten vier Personen (eine Reihe) Platz nehmen. Die Farben der Züge waren Gelb und Rot. Ursprünglich besaß Firehawk drei Züge, die Teile des dritten Zuges dienten aber später als Ersatzteile für die anderen beiden Züge.